# CD 루고
CD 루고(Club Deportivo Lugo)는 스페인의 축구 클럽으로 갈리시아 지방의 루고를 연고지로 한다. 현재 스페인의 3부 리그 프리메라 페데라시온에 참가하고 있다.

## 선수 명단

### 현역
참고: FIFA 자격 규정에 따라 소속된 국가대표팀 국기를 표시합니다. 선수는 복수의 FIFA 비회원국 국적을 가지고 있을 수 있습니다.
| 번호 | 포지션 | 국적       | 이름              |
| ---- | ------ | ---------- | ----------------- |
| 6    | DF     | 나이지리아 | 나다니엘 니콜라스 |
| 9    | FW     |            | 브라이언 멘도사   |

| 번호 | 포지션 | 국적     | 이름            |
| ---- | ------ | -------- | --------------- |
| 18   | FW     | 파라과이 | 페르난도 레스메 |
| 19   | FW     | 볼리비아 | 하우메 쿠에야르 |

## 역대 감독
| 감독                         | 임기      |
| ---------------------------- | --------- |
| 카를로스 가르시아 칸타레로   | 2000      |
| 키케 세티엔                  | 2009~2015 |
| 루이스 미야                  | 2015~2016 |
| 프란시스코 로드리게스 빌체스 | 2017~2018 |
| 쿠로 토레스                  | 2019~2020 |
| 후안 프란시스코 가르시아     | 2020      |
| 페드로 무니티스              | 2023      |
| 롤로 에스코바르              | 2024 ~    |